# Vranov (Dražíč)
Vranov je malá vesnice, část obce Dražíč v okrese České Budějovice v Jihočeském kraji. Nachází se asi 2,5 kilometru západně od Dražíče. Je zde evidováno 24 adres. V roce 2011 zde trvale žilo 22 obyvatel.
Vranov leží v katastrálním území Dražíč o výměře 11,35 km².

## Historie
První písemná zmínka o vesnici pochází z roku 1268. V minulosti pod vesnici spadala i osada Horní Lipovsko, která zanikla při stavbě orlické vodní nádrže.

## Obyvatelstvo
| Rok            | 1869 | 1880 | 1890 | 1900 | 1910 | 1921 | 1930 | 1950 | 1961 | 1970 | 1980 | 1991 | 2001 | 2011 | 2021 |
| -------------- | ---- | ---- | ---- | ---- | ---- | ---- | ---- | ---- | ---- | ---- | ---- | ---- | ---- | ---- | ---- |
| Počet obyvatel | 184  | 171  | 167  | 146  | 148  | 121  | 132  | 104  | 80   | 80   | 61   | 35   | 19   | 22   | 12   |
| Počet domů     | 23   | 23   | 23   | 23   | 24   | 24   | 26   | 24   | 22   | 20   | 17   | 18   | 21   | 22   | 22   |

## Pamětihodnosti
Návesní kaple
Severně od vsi se nachází hřbitov sovětských vojáků s pomníkem a sochou od Františka Mrázka.

## Galerie

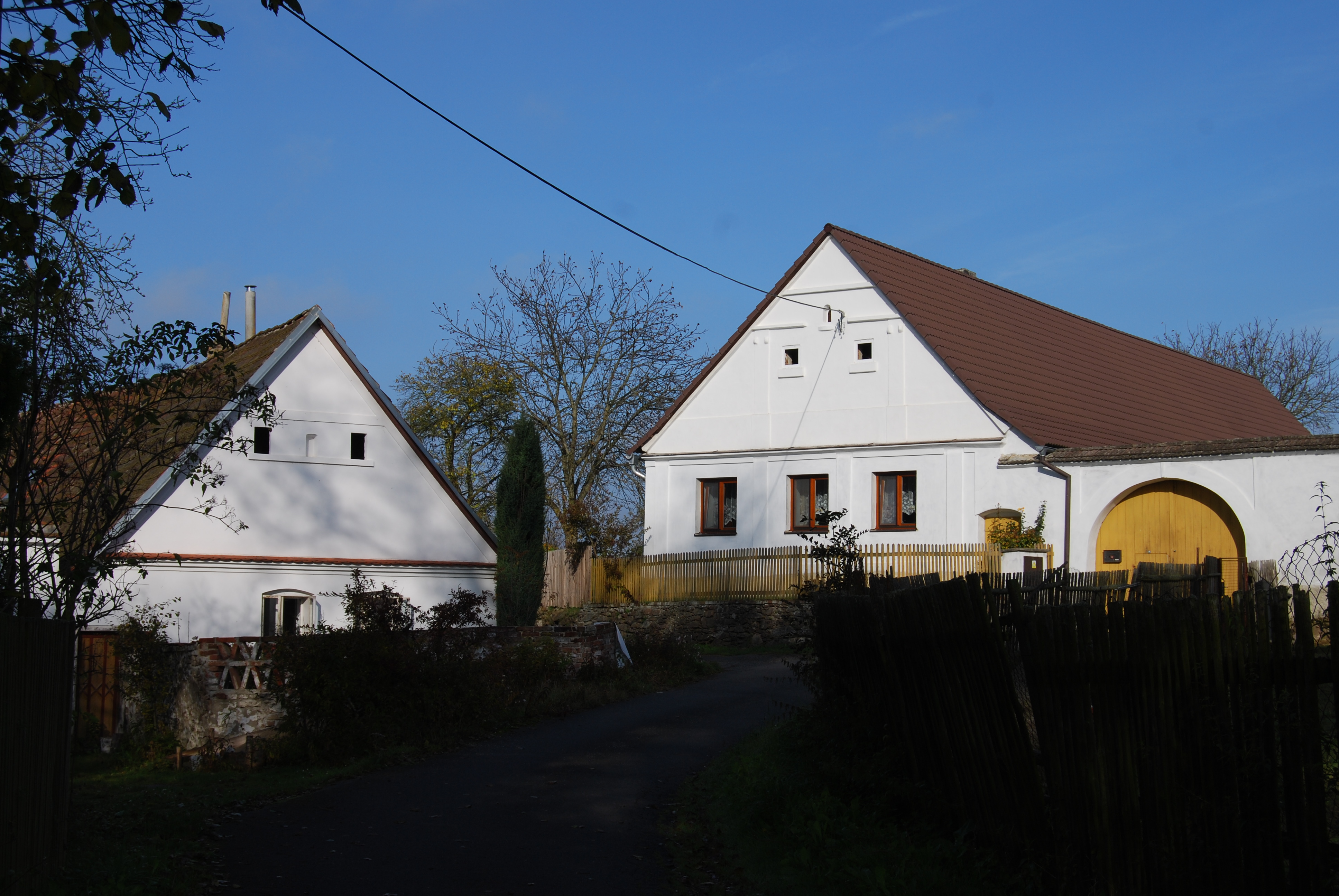
Domy ve vesnici
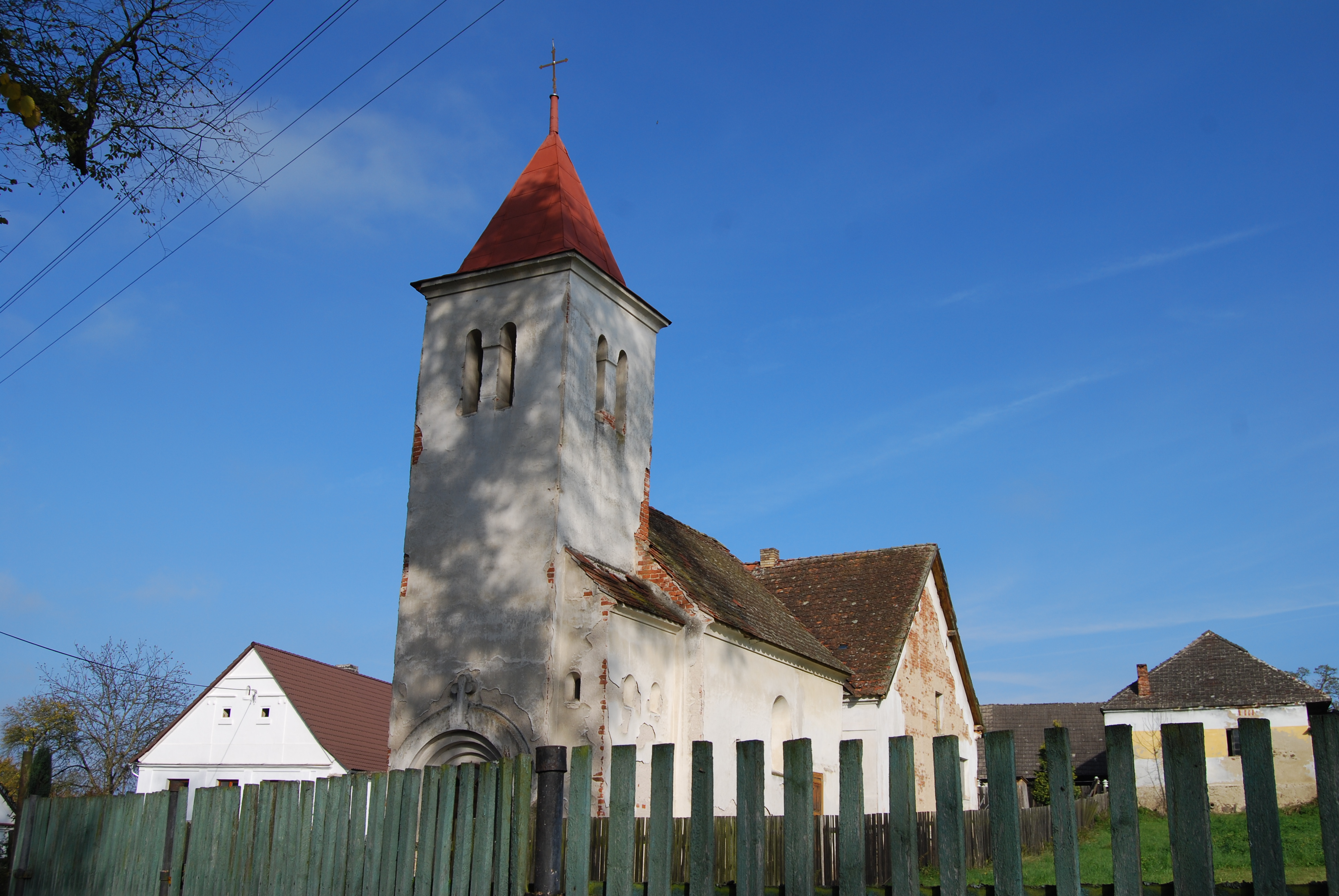
Návesní kaple
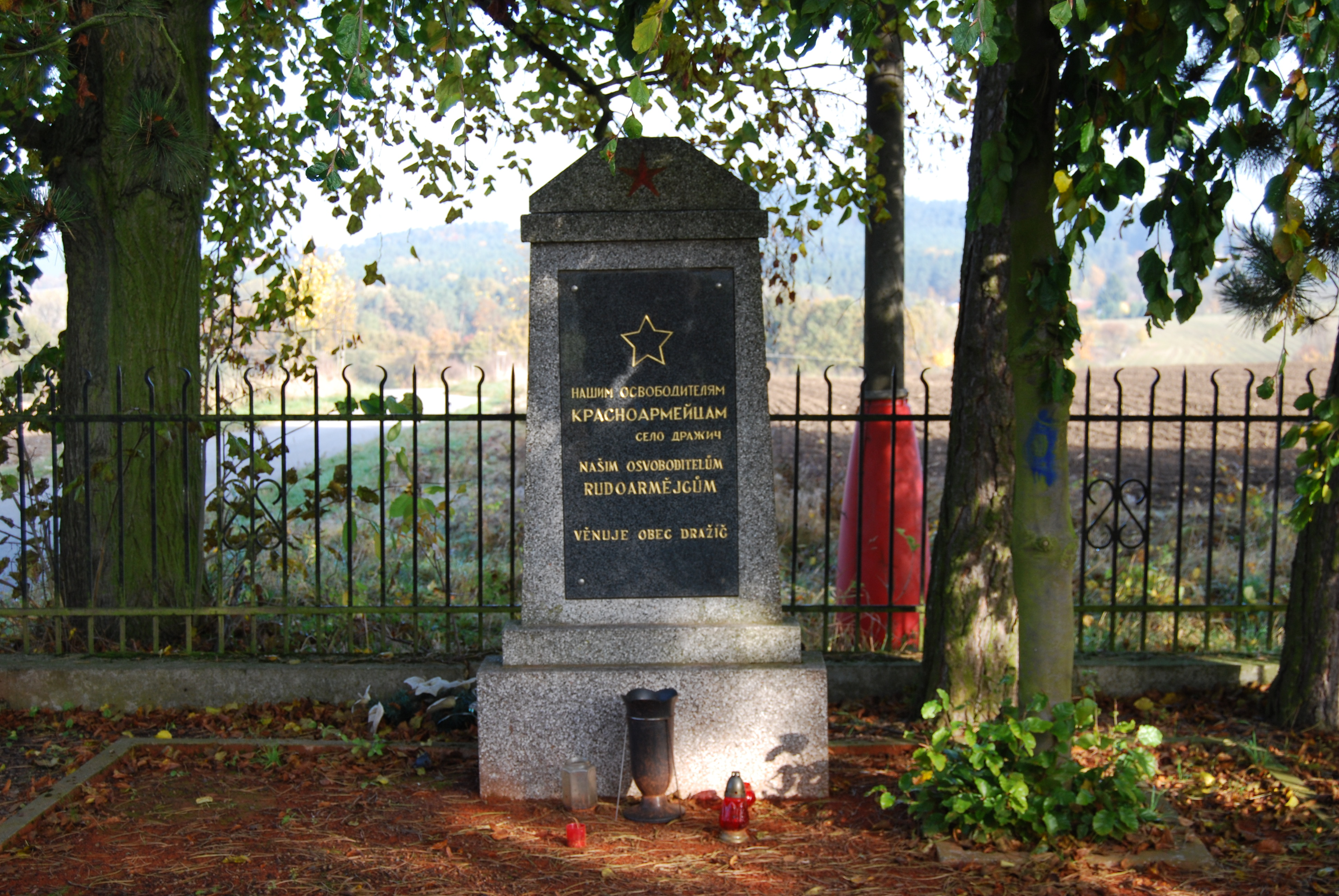
Detail pomníku
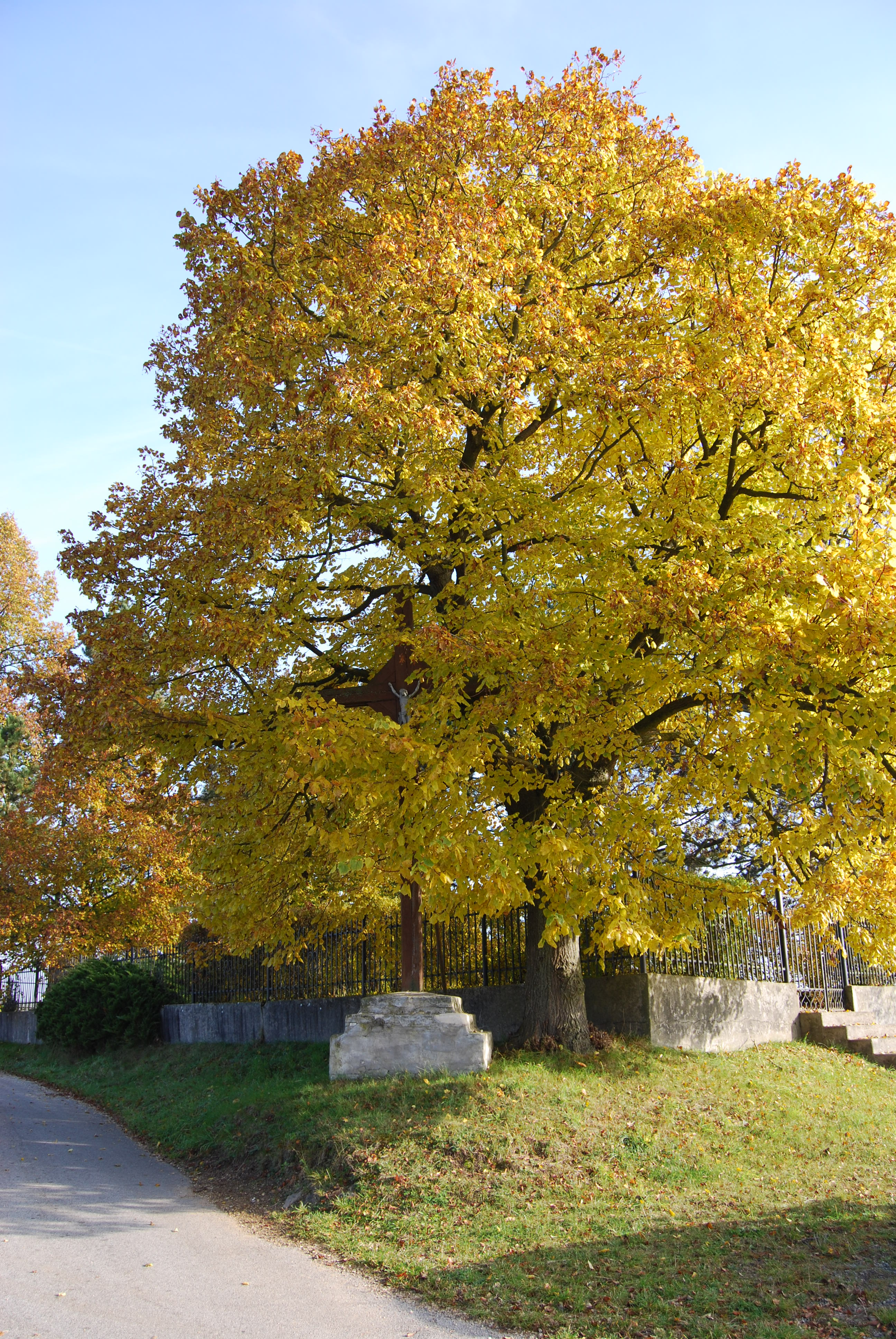
Kříž a pomník na okraji vsi